# Parectopa occulta
Parectopa occulta är en fjärilsart som beskrevs av Braun 1922. Parectopa occulta ingår i släktet Parectopa och familjen styltmalar. Inga underarter finns listade i Catalogue of Life.